# Hypancistrus
Hypancistrus (Гіпанциструс) — рід риб з підродини Hypostominae родини Лорікарієві ряду сомоподібних. Має 8 видів. Наукова назва походить від грецьких слів hypo, тобто «під», та agkistron — «гак».

## Опис
Загальна довжина представників цього роду коливається від 3 до 100 см. Усе тіло вкрите кістковими пластинками, що нагадують щитки. Вони відсутні лише на череві. Самці відрізняються від самиць більш стрункою поставою, наявність більших одонтодів з боків голови, зябрових кришках та на перших променях грудних плавців. Голова широка, звужується на кінчику морди. Сплощена зверху. Очі доволі великі. Кількість нижньощелепних зубів менша за кількість передньощелепних. Є 2 пари невеликих вусів. Тулуб кремезний або витягнутий, сплощений знизу. Спинний плавець помірно довгий з сильним шипом. Жировий плавець невеличкий. Грудні плавці широкі. У грудні частині є клейкий апарат, що дозволяє рибам присмоктуватися до каміння або інших предметів дна. Черевні плавці великі, більші за спинний та грудні плавці. Анальний плавець маленький. Хвостовий плавець подовжений.
Забарвлення коливається від сіро-зеленого до темно чорного. По тілу часто розкидані світлі контрастні плями або смуги (відрізняються за розмірами у кожного з видів), насамперед білого, жовтого або помаранчевого кольорів. Інколи плями чергуються з короткими рисочками. Очі мають блакитний відтінок, навколо яких чітка облямівка.

## Спосіб життя
Це демерсальні риби. Воліють до теплих, добре насичених киснем водойм зі швидкою течією. Зустрічаються на скелястих ділянках. Вдень ховаються в різних укриттях (каміння, корчі, печери). Активні в присмерку та вночі. Живляться безхребетними, водоростями, детритом, насінням, зрідка дрібною рибою. Молодь вживає виключно рослинну їжу.
Статева зрілість настає у 2-3 роки. Ікра відкладається у спеціально підготовлене місце серед каміння або корчів, часто у печерах.
Цих сомів часто тримають в акваріумах.

## Розповсюдження
Поширені у річках басейну Амазонки, Ориноко, Ріо-Негро (Південна Америка). Зустрічаються також у річках Гаяни.

## Тримання в акваріумі
Підходить не дуже високий акваріум — 35-40 см — з великою площею дна від 120—150 літрів. На дно насипають дрібний та великий пісок. Зверху укладають велике й середнього розміру каміння неправильної форми. Бажано, щоб на каменях росли нижчі водорості. Розташовувати камені потрібно так, щоб між ними утворювалися щілини, в які можуть протиснутися соми. Рослини не потрібні. Можна помістити в акваріум невелику корч.
Мирні. Тримають групою від 3-5 особин. Сусідами можуть будь-які дрібні мирні риби, але краще містити сомів в окремому акваріумі. Годують живим харчем та замінниками. Добре їдять свіжі овочі і таблетки для рослиноїдних сомів. З технічних засобів буде потрібно потужний внутрішній фільтр або помпа, компресор. Температура тримання повинна становити 22-27 °C.

## Види
- Hypancistrus contradens
- Hypancistrus debilittera
- Hypancistrus furunculus
- Hypancistrus inspector
- Hypancistrus lunaorum
- Hypancistrus margaritatus
- Hypancistrus phantasma
- Hypancistrus zebra